# 9497 Двінджлу
9497 Двінджлу (9497 Dwingeloo) — астероїд головного поясу, відкритий 29 вересня 1973 року.
Тіссеранів параметр щодо Юпітера — 3,262.